# Station Vœllerdingen
Station Vœllerdingen is een spoorwegstation in de Franse gemeente Vœllerdingen.
Het station werd in gebruik genomen in 1895. Het sloot eind 2011.